# تقويم قمري

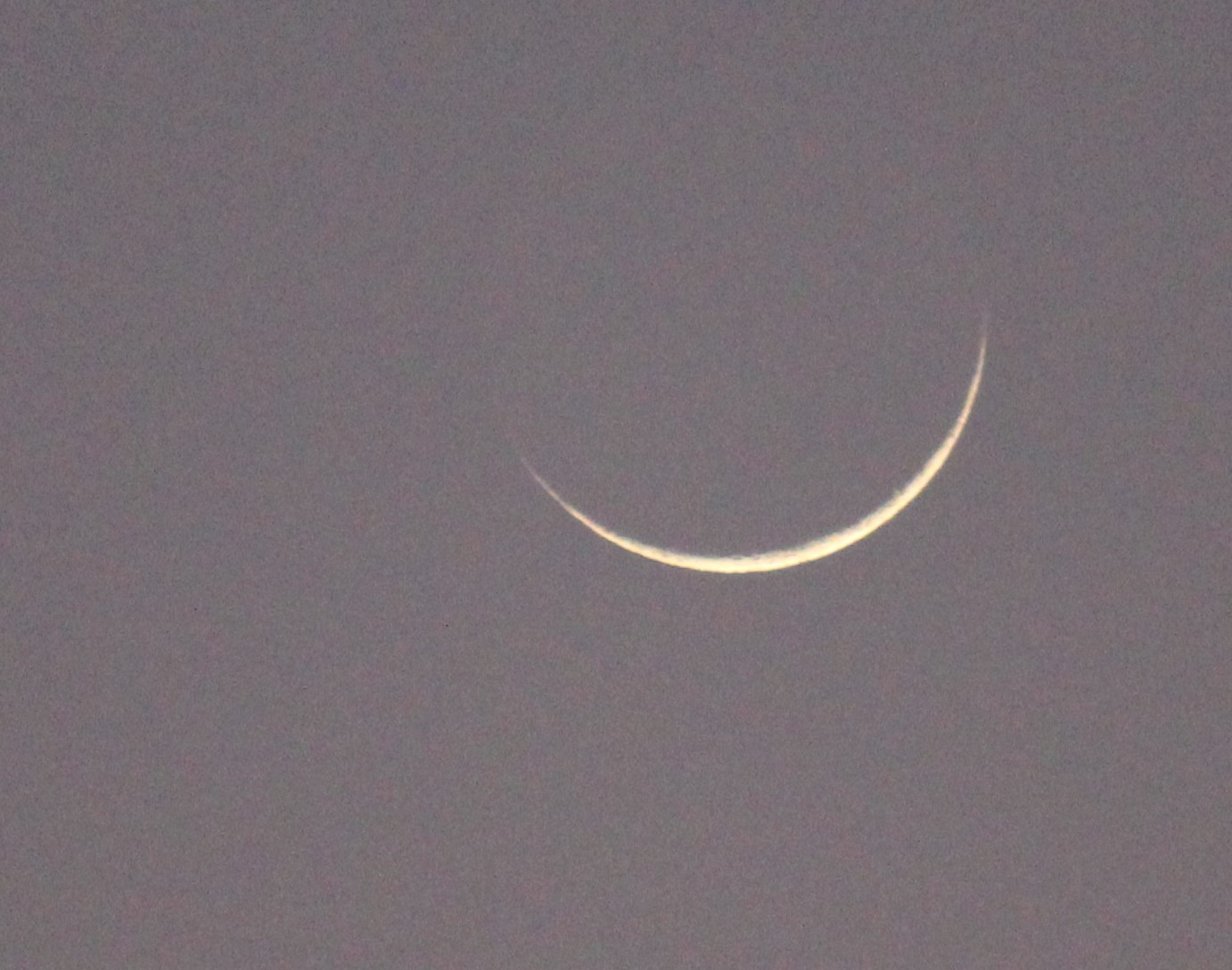
الشهر الهجري القمري يبتدأ من رؤية الهلال

التقويم القمري هو تقويم يعتمد على دورات القمر الكاملة كأساس لحساب الأشهر، حيث تكون كل 12 دورة سنة قمرية، على عكس التقاويم الشمسية، التي تعتمد دوراتها السنوية بشكل مباشر فقط على السنة الشمسية. التقويم الميلادي - وهو التقويم الأكثر استخدامًا- هو تقويم شمسي تطور في الأصل من نظام التقويم القمري. يتميز التقويم القمري البحت أيضًا عن التقويم الشمسي قمري، الذي يتم مواءمة الأشهر القمرية الخاصة به مع السنة الشمسية من خلال بعض عمليات النسيء أو الإقحام. ويختلف الطور القمري الذي يحدد موعد بدء الأشهر من تقويم إلى آخر، حيث يعتمد البعض طور المحاق، والبعض الآخر البدر، وآخرون الهلال، والبعض الآخر يستخدم حسابات مفصلة. من أمثلة التقويم القمري التقويم الهجري والصيني والعبري والهندي.

## التاريخ

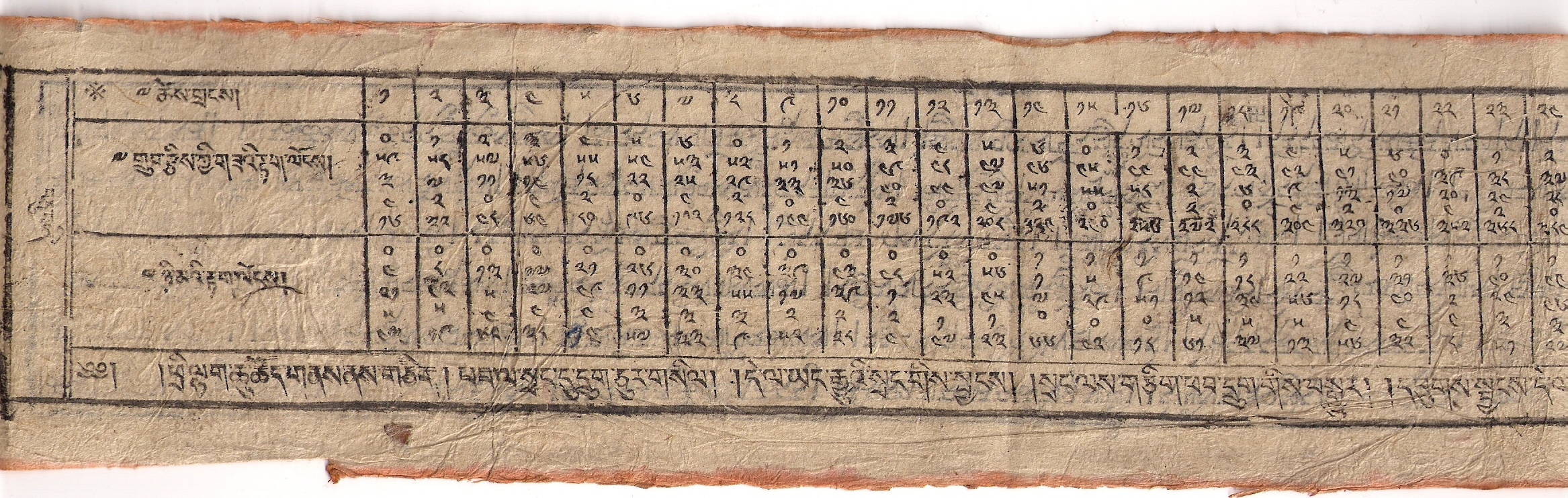
مخطوطة تبتية لجدول الأيام القمرية وطول الشمس

تم العثور على تقويم شمسي قمري في وارن فيلد في اسكتلندا وقد تم تاريخه إلى 8000 قبل الميلاد. بينما يؤرخ صموئيل ل. ميسي الاستخدامات الأولى للقمر كعلامة لقياس الوقت يعود إلى 28,000-30,000 سنة مضت.
يعد التقويم القمري سابقًا للتقويم الشمسي، حيث أن الشهر في التقويم الشمسي إنما هو مأخوذ في الأساس من التقويم القمري الذي يكون بين 29-30 يومًا، وتم زيادة أيام فيه حتى يكون مطابقًا لطول السنة الشمسية، والتقويم الميلادي الذي يعد الأول عالميًا من حيث الانتشار والاستخدام هو تقويم شمسي مطور عن تقويم قمري، حتى أن كلمة شهر في الإنجليزية (month) مشتقة من اسم القمر بالإنجليزية (moon) أي دورة القمرية التامة.

## السنة القمرية

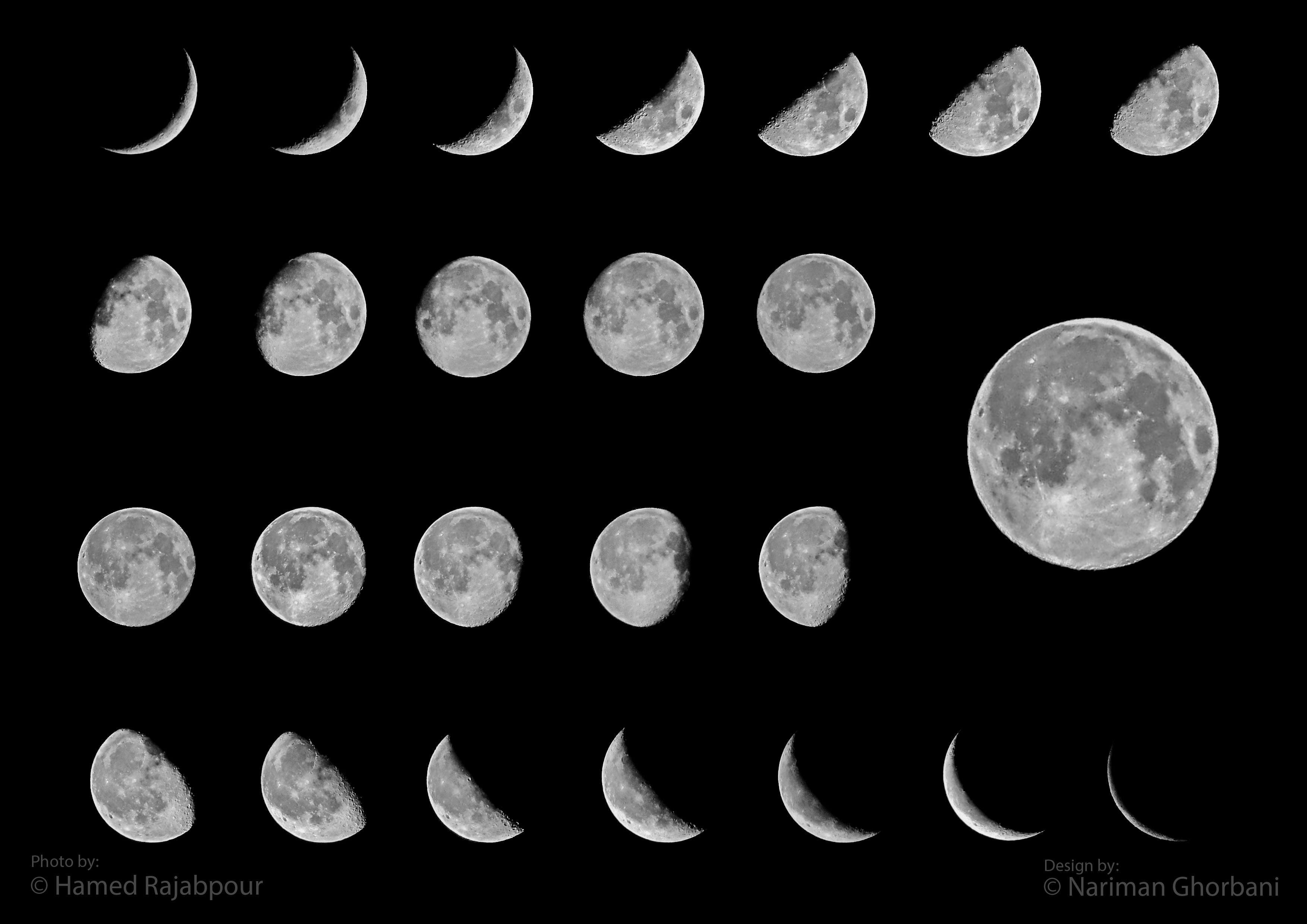
منازل القمر التي يعتمد عليها لتحديد اليوم بصريًّا

وتعرف السنة القمرية بأنها المدة التي يحتاجها القمر ليتم 12 دورة، كل دورة تكون شهراً قمرياً واحداً. ونظراً لأن دورة القمر تقريبًا 291⁄2 يومًا، من الشائع أن تتناوب شهور التقويم القمري بين 29 و 30 يومًا. فتكون فترة 12 دورة قمرية (السنة القمرية 354 يومًا و 8 ساعة، و 48 دقيقة و 34 ثواني (354.36707 أيام). السنة القمرية الخالصة أقصر بـ 11 إلى 12 يومًا من السنة الشمسية. في التقاويم القمرية البحتة التي لا تستخدم الكبس -مثل التقويم الهجري- تكون دورة الأشهر القمرية خلال جميع فصول السنة الشمسية على مدار دورة 33-34 سنة قمرية.

## الانتشار

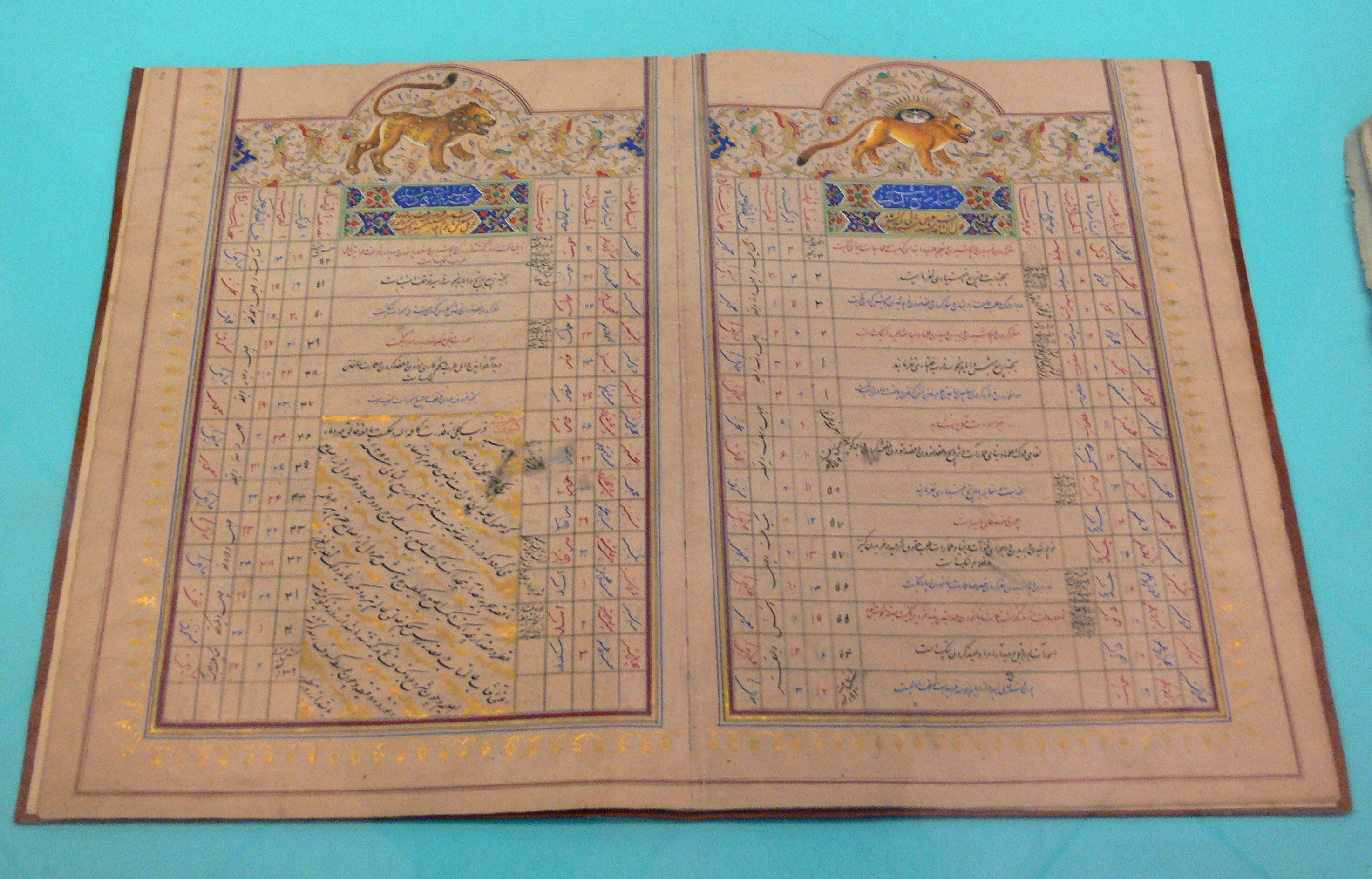
التقويم الإسلامي الإيراني المخصص للحاكم القاجاري ناصر الدين شاه عام 1280، متحف ليندن، شتوتغارت ، ألمانيا

على الرغم من أن التقويم الميلادي شائع الاستخدام ورسمي في معظم البلدان، إلا أن التقويمات القمرية والشمس قمرية التقليدية لا تزال تستخدم في جميع أنحاء العالم لتحديد العبادات والتكاليف والأعياد الدينية والمهرجانات الوطنية. وتشمل هذه الأعياد والعبادات صوم رمضان والحج وعيد الفطر وعيد الأضحى، ويوم عاشوراء (التقويم الهجري)، روش هاشناه (التقويم العبري)؛ عيد الفصح (كومبوتوس)؛ رأس السنة الصينية واليابانية والكورية والفيتنامية، والمنغولية (التقويم الصيني، والياباني، والكوري، والفيتنامي، والمنغولي، على التوالي). السنة النيبالية الجديدة (التقويم النيبالي)؛ مهرجان منتصف الخريف وتشوسوك (التقويمان الصيني والكوري)؛ لوي كراثونغ (التقويم التايلاندي)؛ تقويم سنوار عيد ميلاد بوذا (تقويم بوذي)؛ ديوالي (التقويمات الهندوسية).

## تمسك المسلمين بالتقويم القمري
يعد المسلمون أكثر الشعوب تمسكًا بالتقويم القمري الصرف والذي يسمى بـالتقويم الهجري، وقد عللوا ذلك بأنه الموافق للعقل ولأمر الشريعة الإسلامية به، أما أمر الشريعة الإسلامية به فهو مؤسس على ثلاث آيات:
- ﴿یَسۡءَلُونَكَ عَنِ ٱلۡأَهِلَّةِۖ قُلۡ هِیَ مَوَٰقِیتُ لِلنَّاسِ ‌وَٱلۡحَجِّۗ﴾ [البقرة:189]
- ﴿إِنَّ ‌عِدَّةَ ‌ٱلشُّهُورِ عِندَ ٱللَّهِ ٱثۡنَا عَشَرَ شَهۡرࣰا فِی كِتَٰبِ ٱللَّهِ یَوۡمَ خَلَقَ ٱلسَّمَٰوَٰتِ وَٱلۡأَرۡضَ مِنۡهَاۤ أَرۡبَعَةٌ حُرُمࣱۚ﴾ [التوبة:36]
- ﴿هُوَ ٱلَّذِی جَعَلَ ٱلشَّمۡسَ ضِیَاۤءࣰ وَٱلۡقَمَرَ نُورࣰا ‌وَقَدَّرَهُۥ ‌مَنَازِلَ لِتَعۡلَمُوا۟ عَدَدَ ٱلسِّنِینَ وَٱلۡحِسَابَۚ﴾ [يونس:5][8]

قال محمد بن صالح العثيمين: «وهذه التواريخ التي بنيت على أشهر غير هلالية هي في الحقيقة أوهام غير منضبطة بشيء معين، ولهذا تجد بعضها يصل إلى واحد وثلاثين يوماً، والثاني إلى ثمانية وعشرين يوماً مثلاً، فهذه ليست مبنية على أصل، لكن الأشهر الهلالية مبنية على أصل جعله الله ـ تعالى ـ للناس»
قال ابن تيمية في سياق مقارنة التقويم القمري الهجري بالتقاويم الأخرى من الناحية العقلية:
- كما يفعله اليهود في اجتماع القرصين، وفي جعل بعض أعيادها بحساب السَّنة الشَّمسيَّة.
- وكما تفعله النَّصارى في صومها حيث تراعي الاجتماع القريب من أوَّل السَّنة الشَّمسيَّة، وتجعل سائر أعيادها دائرةً على السَّنة الشَّمسيَّة، بحسب الحوادث الَّتي كانت للمسيح.
- وكما يفعله الصَّابئة والمجوس وغيرهم من المشركين في اصطلاحاتٍ لهم فإنَّ منهم من يعتبر بالسَّنة الشَّمسيَّة فقط، ولهم اصطلاحاتٌ في عدد شهورها؛ لأنَّها وإن كانت طبيعيَّةً فشهرُها عدديٌّ وضعيٌّ. ومنهم من يعتبر القمريَّة لكن يعتبر اجتماع القرصين.

وما جاءت به الشَّريعة هو أكمل الأمور وأحسنها وأبينها وأصحُّها وأبعدها من الاضطراب؛ وذلك أنَّ الهلال أمرٌ مشهودٌ مرئيٌّ بالأبصار، ومن أصحِّ المعلومات ما شوهد بالأبصار ولهذا سمَّوه هلالًا؛ لأنَّ هذه المادَّة تدلُّ على الظُّهور والبيان: إمَّا سمعًا وإمَّا بصرًا، كما يقال: أهلَّ بالعمرة وأهلَّ بالذَّبيحة لغير الله إذا رفع صوته، ويقال لوقع المطر الهلل. ويقال: استهلَّ الجنين إذا خرج صارخًا. ويقال: تهلَّل وجهه إذا استنار وأضاء. وقيل: إنَّ أصله رفع الصَّوت. ثمَّ لمَّا كانوا يرفعون أصواتهم عند رؤيته سمَّوه هلالًا ومنه قوله: 
وتهلُّل الوجه مأخوذٌ من استنارة الهلال.
فالمقصود أنَّ المواقيت حدِّدت بأمر ظاهرٍ بيِّنٍ يشترك فيه النَّاس، ولا يشرُكُ الهلالَ في ذلك شيءٌ فإنَّ اجتماع الشَّمس والقمر الَّذي هو تحاذيهما الكائن قبل الهلال: أمرٌ خفيٌّ، لا يعرف إلَّا بحسابٍ ينفرد به بعض النَّاس مع تعبٍ وتضييع زمانٍ كثيرٍ، واشتغالٍ عمَّا يعني النَّاس وما لا بدَّ له منه وربَّما وقع فيه الغلط والاختلاف، وكذلك كون الشَّمس حاذت البرج الفلانيَّ أو الفلانيَّ هذا أمرٌ لا يدرك بالأبصار. وإنَّما يدرك بالحساب الخفيِّ الخاصِّ المشكل الَّذي قد يغلط فيه، وإنَّما يعلم ذلك بالإحساس تقريبًا؛ فإنَّه إذا انصرم الشِّتاء ودخل الفصل الَّذي تسمِّيه العرب الصَّيف ويسمِّيه النَّاس الرَّبيع: كان وقت حصول الشَّمس في نقطة الاعتدال الَّذي هو أوَّل الحمل، وكذلك مثله في الخريف، فالَّذي يدرك بالإحساس الشِّتاء والصَّيف وما بينهما من الاعتدالين تقريبًا، فأمَّا حصولها في برجٍ بعد برجٍ فلا يعرف إلَّا بحسابٍ فيه كلفةٌ وشغلٌ عن غيره مع قلَّة جدواه، فظهر أنَّه ليس للمواقيت حدٌّ ظاهرٌ عامُّ المعرفة إلَّا الهلال.
وقد انقسمت عادات الأمم في شهرهم وسنتهم القسمة العقليَّة، وذلك أنَّ كلَّ واحدٍ من الشَّهر والسَّنة: إمَّا أن يكونا عدديَّين أو طبيعيَّين. أو الشَّهر طبيعيًّا والسَّنة عدديَّةً أو بالعكس:
- فالَّذين يعدُّونهما: مثل من يجعل الشَّهر ثلاثين يومًا، والسَّنة اثني عشر شهرًا.
- والَّذين يجعلونهما طبيعيَّين: مثل من يجعل الشَّهر قمريًّا والسَّنة شمسيَّةً. ويلحق في آخر الشُّهور الأيَّام المتفاوتة بين السَّنتين. فإنَّ السَّنة القمريَّة ثلاثمائةٍ وأربعةٌ وخمسون يومًا، وبعضُ يومٍ خمسٌ أو سدسٌ، وإنَّما يقال فيها ثلاثمائةٍ وستُّون يومًا جبرًا للكسر في العادة - عادة العرب في تكميل ما ينقص من التَّاريخ في اليوم والشَّهر والحول، وأمَّا الشَّمسيَّة فثلاثمائةٍ وخمسةٌ وستُّون يومًا وبعض يومٍ: ربع يومٍ. ولهذا كان التَّفاوت بينهما أحد عشر يومًا إلَّا قليلًا: تكون في كلِّ ثلاثةٍ وثلاثين سنةً وثلث سنةٍ: سنةٌ. ولهذا قال تعالى ﴿وَلَبِثُوا۟ فِی كَهۡفِهِمۡ ثَلَٰثَ مِا۟ئَةࣲ ‌سِنِینَ وَٱزۡدَادُوا۟ تِسۡعࣰا﴾ [الكهف:25] قيل: معناه ثلاثمائةٍ سنةً شمسيَّةً. ﴿وَٱزۡدَادُوا۟ تِسۡعࣰا﴾ بحساب السَّنة القمريَّة، ومراعاة هذين عادة كثيرٍ من الأمم: من أهل الكتابين بسبب تحريفهم وأظنُّه كان عادة المجوس أيضًا.
- وأمَّا من يجعل السَّنة طبيعيَّةً والشَّهر عدديًّا: فهذا حساب الرُّوم، والسُّريانيِّين، والقبط ونحوهم من الصَّابئين والمشركين ممَّن يعدُّ شهر كانون ونحوه عددًا ويعتبر السَّنة الشَّمسيَّة بسير الشَّمس.
- فأمَّا القسم الرَّابع فبأن يكون الشَّهر طبيعيًّا والسَّنة عدديَّةً فهو سنَّة المسلمين ومن وافقهم.

ثمَّ الَّذين يجعلون السَّنة طبيعيَّةً لا يعتمدون على أمرٍ ظاهرٍ كما تقدَّم؛ بل لا بدَّ من الحساب والعدد، وكذلك الَّذين يجعلون الشَّهر طبيعيًّا ويعتمدون على الاجتماع لا بدَّ من العدد والحساب، ثمَّ ما يحسبونه أمرٌ خفيٌّ ينفرد به القليل من النَّاس مع كلفةٍ ومشقَّةٍ وتعرُّضٍ للخطأ. فالَّذي جاءت به شريعتنا أكمل الأمور؛ لأنَّه وقَّت الشَّهر بأمر طبيعيٍّ ظاهرٍ عامٍّ يدرك بالأبصار فلا يضلُّ أحدٌ عن دينه، ولا يشغله مراعاته عن شيءٍ من مصالحه، ولا يدخل بسببه فيما لا يعنيه، ولا يكون طريقًا إلى التَّلبيس في دين الله، كما يفعل بعض علماء أهل الملل بمللهم.
وأمَّا الحول فلم يكن له حدٌّ ظاهرٌ في السَّماء، فكان لا بدَّ فيه من الحساب والعدد، فكان عدد الشُّهور الهلاليَّة أظهر وأعمَّ من أن يحسب بسير الشَّمس، وتكون السَّنة مطابقةً للشُّهور؛ ولأنَّ السِّنين إذا اجتمعت فلا بدَّ من عدها في عادة جميع الأمم؛ إذ ليس للسِّنَّين إذا تعدَّدت حدٌّ سماويٌّ يعرف به عددها، فكان عدد الشُّهور موافقًا لعدد البروج جعلت السَّنة اثني عشر شهرًا، بعدد البروج الَّتي تكمل بدور الشَّمس فيها سنةً شمسيَّةً، فإذا دار القمر فيها كمَّل دورته السَّنويَّة. وبهذا كلِّه يتبيَّن معنى قوله: ﴿وَقَدَّرَهُۥ ‌مَنَازِلَ لِتَعۡلَمُوا۟ عَدَدَ ٱلسِّنِینَ وَٱلۡحِسَابَۚ﴾ [يونس:5]، فإنَّ عدد شهور السَّنة وعدد السَّنة بعد السَّنة إنَّما أصله بتقدير القمر منازل. وكذلك معرفة الحساب؛ فإنَّ حساب بعض الشُّهور لما يقع فيه من الآجال ونحوها إنَّما يكون بالهلال وكذلك قوله تعالى ﴿قُلۡ هِیَ مَوَٰقِیتُ لِلنَّاسِ ‌وَٱلۡحَجِّۗ﴾ [البقرة:189].
فظهر بما ذكرناه أنَّه بالهلال يكون توقيت الشَّهر والسَّنة، وأنَّه ليس شيءٌ يقوم مقام الهلال ألبتَّة لظهوره وظهور العدد المبنيِّ عليه وتيسُّر ذلك وعمومه وغير ذلك من المصالح الخالية عن المفاسد، ومن عرف ما دخل على أهل الكتابين والصَّابئين والمجوس وغيرهم في أعيادهم وعباداتهم وتواريخهم وغير ذلك من أمورهم من الاضطراب والحرج وغير ذلك من المفاسد: ازداد شكره على نعمة الإسلام.

## التقويمات الشمس قمرية
معظم التقاويم المشار إليها باسم التقويمات «القمرية» هي في الواقع تقاويم شمس قمرية. تعتمد أشهرهم على ملاحظات الدورة القمرية، مع استخدام الكبس لجعلهم في اتفاق عام مع السنة الشمسية. أظهر «التقويم المدني» الشمسي الذي تم استخدامه في مصر القديمة آثارًا لأصله في التقويم القمري السابق، والذي استمر استخدامه إلى جانبه للأغراض الدينية والزراعية. تتضمن التقويمات الشمس قمرية الحالية التقويمات: العبرية والصينية والفيتنامية والهندوسية والتايلاندية.
الأشهر القمرية هي إما 29 أو 30 يومًا، مما يجعل السنة القمرية المكونة من 12 شهرًا أقصر بحوالي 11 إلى 12 يومًا من السنة الشمسية. تستخدم التقاويم الشمس قمرية الكبس لجعل السنة في التقويم تتوافق مع السنة الشمسية، مثل التقويم العبري، والتقويمات البوذية في ميانمار، فإن الشكل الأكثر شيوعًا للتقريب هو إضافة شهر إضافي كل سنتين أو ثلاث سنوات. تتم أيضًا معايرة بعض التقويمات الشمس قمرية من خلال الأحداث الطبيعية السنوية التي تتأثر بالدورات القمرية وكذلك الدورة الشمسية. مثال على ذلك هو التقويم القمري لجزر بانكس، والذي يتضمن ثلاثة أشهر تتجمع فيها ديدان بالولو الصالحة للأكل على الشواطئ. تحدث هذه الأحداث في الربع الأخير من الشهر القمري، حيث تتم مزامنة الدورة التكاثرية لديدان البالولو مع القمر.

## بداية الشهر القمري
تختلف التقاويم القمرية والشمسي قمرية في حساب اليوم الأول من الشهر. في بعض التقاويم الشمسي قمرية -مثل التقويم الصيني- يكون اليوم الأول من الشهر هو اليوم الذي يولد فيه قمر(منزلة محاق) فلكي جديد في منطقة زمنية معينة. في حالات أخرى، مثل بعض التقويمات الهندوسية، يبدأ كل شهر في اليوم الذي يلي اكتمال القمر (منزلة البدر). يعتمد البعض الآخر على أول رؤية للهلال القمري، مثل التقويم الهجري (وتاريخيًّا، التقويم العبري).

## طول الشهر القمري
طول الشهر القمري إما 30 أو 29 يومًا، حيث تتراوح فترة الدورة القمرية بين 29 يومًا و19 ساعة في بعض الشهور و29 يومًا و5ساعات في شهور أخرى، ومتوسط القيمة الذي هو 29.530588 يوماً (تحديداً 29 يوم و 12 ساعة و44 دقيقة و 2.8032 ثانية)، نظرًا لوجود هذا الاختلاف بالإضافة إلى أن الرؤية تخضع للظروف الجوية والشك. وبالتالي لتجنب الشك بشأن التقويم، كانت هناك محاولات لإنشاء قواعد حسابية ثابتة لتحديد بداية كل شهر تقويمي. وبما أن متوسط طول الشهر القمري هو 29.530588 يومًا. فإن كثيرًا من التقاويم القمرية جعلت الأشهر بين 29 و 30 أيام على التناوب، بينما أنشأت بعضها قواعد أكثر دقة وأكثر تعقديًا منها تقويم أم القرى هو حساب اصطلاحي للتقويم الهجري يعتمد على إمكانية ظهور الهلال في.

## قائمة التقاويم القمرية
- التقويم الهجري
- التقويم السلتي
- التقويم الصيني
- تقويم جيزر
- تقويم هيدا
- التقويم الجاوي
- ماراماتاكا (التقويم القمري الماوري)
- نيبال سامبات
- تقويم اليوروبا